# Rick Springfield
Rick Springfield, pseudoniem van Richard Lewis Springthorpe (South Wentworthville (New South Wales), 23 augustus 1949) is een Australische muzikant, singer-songwriter, acteur en auteur.
Springfield begon zijn muzikale carrière in de periode 1969-1971 in de poprockband Zoot, waarna hij solo ging. Hij scoorde in diverse landen top 10-hits, waaronder een nummer 1-hit in zijn thuisland Australië en in de Amerikaanse Billboard Hot 100 met Jessie's Girl in 1981. In Nederland was deze plaat destijds een radiohit op Hilversum 3. In 1984 had hij in Amerika nog een hit met Love Somebody.
In Nederland was Celebrate Youth op vrijdag 17 mei 1985 Veronica Alarmschijf op Hilversum 3 en werd een radiohit in de destijds drie landelijke hitlijsten op de nationale publieke popzender. De plaat bereikte de 31e positie in de Nederlandse Top 40, de 35e positie in de TROS Top 50 en de 44e positie in de Nationale Hitparade. In de Europese hitlijst op Hilversum 3, de TROS Europarade, werd géén notering behaald.
In België bereikte de plaat de 33e positie in de voorloper van de Vlaamse Ultratop 50. In de Vlaamse Radio 2 Top 30 en in Wallonië werd géén notering behaald.
Als acteur speelde hij dr. Noah Drake in de Amerikaanse soapserie General Hospital, een verdorven versie van zichzelf in Californication seizoen 3 en Greg in de film Ricki and the Flash (2015).
- Biblioteca Nacional de España: XX1128016
- Bibliothèque nationale de France: cb139362253 (data)
- Gemeinsame Normdatei: 13452750X
- International Standard Name Identifier: 0000 0000 8359 3286
- Library of Congress Control Number: n84056827
- MusicBrainz: 88543892-2eef-4a6a-a84c-5b8502b80421
- Nationale Bibliotheek van Tsjechië: xx0126952
- Nationale Bibliotheek van Israël: 987007342390105171
- Nederlandse Thesaurus van Auteursnamen: 074959735
- SNAC: w6v132d8
- Virtual International Authority File: 14962110
- WorldCat: E39PBJg4jkkKtrf3rDmXfB4Qbd